# Viva México 250
Viva México 250, är ett stockcarlopp ingående i Nascar Cup Series som körs över 100 varv (241,7 miles, 389 km) på den 2.417 mile (3,890 km) långa racerbanan Autódromo Hermanos Rodríguez i Mexico City i Mexiko. Loppet debuterade 15 juni 2025 och ersatte Toyota Owners 400 som kördes 1953–2024 på Richmond Raceway. År 2025 var första gången Cup-serien körde ett poängbärande lopp utanför USA sedan 1958. Nascar Xfinity Series hade ett lopp på banan 2005–2008.

## Vinnare genom tiderna
| Säsong | Datum   | Nr | Förare              | Team              | Konstruktör | Distans | Distans       | Tid     | Snitthastighet (mph) | Rapport |
| Säsong | Datum   | Nr | Förare              | Team              | Konstruktör | Varv    | Miles (km)    | Tid     | Snitthastighet (mph) | Rapport |
| ------ | ------- | -- | ------------------- | ----------------- | ----------- | ------- | ------------- | ------- | -------------------- | ------- |
| 2025   | 15 juni | 88 | Shane Van Gisbergen | Trackhouse Racing | Chevrolet   | 100     | 242 (389,461) | 3:14.04 | 74,82                | Rapport |